# Lauquet
Lauquet – rzeka we Francji, przepływająca w całości na terenie departamentu Aude. Ma długości 36,6 km. Stanowi prawy dopływ rzeki Aude. 

## Geografia
Rzeka ma swoje źródła w gminie Bouisse, w masywie Corbières, w pobliżu wzniesienia Milobre-de-Bouisse (878 m n.p.m.). W górnym biegu przepływa przez las Forêts des Corbières occidentales. Generalnie przyjmuje kierunek na północny zachód. Po 36,6 km uchodzi do Aude w miejscowości Couffoulens. 
Lauquet płynie na terenie 10 gmin. Wszystkie położone są na terenie departamentu Aude. Przepływa przez Bouisse (źródło), Villardebelle, Caunette-sur-Lauquet, Clermont-sur-Lauquet, Greffeil, Ladern-sur-Lauquet, Saint-Hilaire, Verzeille, Leuc i uchodzi w Couffoulens. 

## Hydrologia
Uśredniony roczny przepływ rzeki Lauquet wynosi 0,753 m³/s. Pomiary były przeprowadzone na przestrzeni ostatnich 34 lat w miejscowości Saint-Hilaire. Największy przepływ notowany jest w kwietniu (1,560 m³/s), a najmniejszy w sierpniu – 0,083 m³/s. 

## Dopływy
Lauquet ma 18 opisanych dopływów. Są to:
- Ruisseau de Labit
- Ruisseau de Titounes
- Ruisseau des Illes
- Ruisseau de la Lauzeille
- Ruisseau de Castillou
- Ruisseau de Guinet
- Ruisseau de Riel
- Ruisseau de l'Eichalot
- Alberte
- Ruisseau de la Gouteille
- Lauquette
- Ruisseau de Minestrol
- Baris
- Rec de Merdaous
- Ruisseau de Labaou
- Ruisseau de Saint-Martin
- Ruisseau de Cazals
- Ruisseau du Prat